# Éparchie Saint-Maron de Sydney des Maronites
L'éparchie Saint-Maron de Sydney (en latin : eparchia Sancti Maronis Sydneyensis Maronitarum) est une église particulière de l'Église maronite en Australie.

## Territoire
L'éparchie couvre l'intégralité de l'Australie.

## Histoire
L'éparchie est érigée le 25 juin 1973, par la constitution apostolique Illo fretis Concilii du pape Paul VI.

## Cathédrale
La cathédrale Saint-Maron de Redfern est l'église cathédrale de l'éparchie.

## Éparques
- 1973-1990 : Ignace Abdo Khalifé, SJ[3]
- 1990-2001 : Joseph Habib Hitti[4]
- 2001-2013 : Ad Abi Karam[5]
- depuis 2013 : Antoine Tarabay, OLM[6]